# Mats Långbacka
Mats Anders Långbacka, född 19 september 1963 i Helsingfors, är en finlandssvensk skådespelare, manusförfattare och filmproducent. Han är son till regissören Ralf Långbacka och sonson till läraren Runar Långbacka.

## Biografi
Långbacka bildade tillsammans med regissören Arn-Henrik Blomqvist samt skådespelarna Johan Storgård och Robert Enckell den finlandssvenska teatergruppen Teater Viirus 1987. Han är bosatt i Tölö i Helsingfors.

## Filmografi

### Skådespelare (urval)
- 1986 – The Last Season
- 1995 – Älskar älskar inte
- 1998 – Hamilton
- 1999 – Lapin kullan kimallus
- 2004 – Joensuun Elli
- 2005 – Paha maa

### TV-teater, TV-serier (urval)
- 1992 – Fem skott i senaten
- 1995 – Vendetta
- 1998–1999 – S:t Mikael: Traumaenheten (TV-serie)
- 1999 – Nya tider (TV-serie)
- 2000–2001 – Rederiet (TV-serie)
- 2001 – Hamilton
- 2002 – Nya tider (TV-serie)
- 2002 – Tack och hej, Rederiet!
- 2003 – Beatlehem
- 2004 – The Return of the Dancing Master
- 2008 – Maria Wern – Främmande fågel (TV-serie)

### Manus
- 2001 – Epäilyksen varjo
- 2003 – Operation Stella Polaris

### Producent
- 2003 – Fylla moppe – Täyttää mopoa
- 2004 – Barnavännen – Lastenystävä
- 2005 – Stjärnregn
- 2013 – Lärjungen